# Jan Chrzciciel Zhu Wurui
Św. Jan Chrzciciel Zhu Wurui (chiń. 朱五瑞若翰) (ur. 1883 r. w Zhujiahe, Hebei w Chinach – zm. 19 sierpnia 1900 r. w Lujiazhuang, Hebei) – święty Kościoła katolickiego, męczennik.
Urodził się w powiecie Qin w prowincji Hebei. Podczas powstania bokserów w Chinach doszło do prześladowania chrześcijan. 18 sierpnia 1900 r., gdy wioska w której mieszkał, została opanowana przez powstańców, udało mu się zbiec. Zamierzał ostrzec o zagrożeniu katolików z innych wsi, ale został aresztowany przez prefekta krajowego. Był przesłuchiwany, ale nie wyrzekł się wiary i został wydany w ręce powstańców na śmierć. Wyprowadzili go za wieś, ścieli i powiesili jego głowę na drzewie jako przestrogę dla innych katolików.
Dzień jego wspomnienia to 9 lipca (w grupie 120 męczenników chińskich).
Został beatyfikowany 17 kwietnia 1955 r. przez Piusa XII w grupie Leon Mangin i 55 Towarzyszy. Kanonizowany w grupie 120 męczenników chińskich 1 października 2000 r. przez Jana Pawła II.